# Kerryon Johnson
Pour les articles homonymes, voir Johnson.
(en) Statistiques sur pro-football-reference
Kerryon Johnson, né le 30 juin 1997 à Huntsville, est un joueur américain de football américain.
Running back, il joue en National Football League (NFL) pour les Lions de Détroit.